# Ryan Bertrand
Ryan Dominic Bertrand (ur. 5 sierpnia 1989 w Southwark) – angielski piłkarz, który występował na pozycji obrońcy. W latach 2012-2017 reprezentant Anglii. Uczestnik Mistrzostw Europy 2016. 
Wychowanek Chelsea, w swojej karierze występował również m.in. w takich klubach jak: Southampton, Norwich City, Reading czy Nottingham Forrest.

## Kariera klubowa
Początkowo występował w Gillingham, skąd w lipcu 2005 roku przeszedł za 125 tys. funtów do Chelsea. W latach 2006–2011 wielokrotnie wypożyczany do innych klubów. Był m.in. podstawowym zawodnikiem grających w Championship Norwich City, Reading FC i Nottingham Forest. 10 marca 2010 roku strzelił swojego pierwszego gola w profesjonalnej karierze – zdobył bramkę dla Reading w spotkaniu z Derby County (4:1).
20 kwietnia 2011 roku zadebiutował w barwach Chelsea w Premier League – wystąpił w wygranym 3:1 meczu z Birmingham City, w którym zaliczył asystę przy golu Florenta Maloudy. 15 lipca 2011 przedłużył swój kontrakt z londyńskim klubem o cztery lata. W sezonie 2011/2012 wraz ze swoim zespołem zdobył puchar Anglii oraz wygrał Ligę Mistrzów – w finałowym spotkaniu z Bayernem Monachium wystąpił w podstawowym składzie (debiut w LM), a w drugiej połowie został zmieniony przez Florenta Maloudę. Bertrand stał się pierwszym piłkarzem w historii, który zadebiutował w Lidze Mistrzów w finale rozgrywek.
12 sierpnia 2012 roku w przegranym 2:3 meczu o Tarczę Wspólnoty z Manchesterem City strzelił pierwszego gola dla Chelsea. 5 września przedłużył swój kontrakt z londyńską drużyną do 2017 roku.
17 stycznia 2014 roku został wysłany na półroczne wypożyczenie do Aston Villi.
30 lipca 2014 został wypożyczony do Southampton. Po sezonie 2014/15 przeniósł się na stałe do klubu z St Mary's Stadium. Ponadto znalazł się w najlepszej jedenastce sezonu Premier League 2014/15.

## Kariera reprezentacyjna
W barwach narodowych po raz pierwszy wystąpił 24 stycznia 2006 roku w meczu reprezentacji do lat 17 z Danią. W 2008 roku wraz z kadrą U-19 uczestniczył w mistrzostwach Europy w Czechach – zagrał we wszystkich trzech meczach grupowych, zaś Anglicy nie awansowali do fazy pucharowej. W 2011 wystąpił w mistrzostwach Europy U-21 w Danii.
W 2012 roku uczestniczył w igrzyskach olimpijskich w Londynie, w których rozegrał trzy mecze. 15 sierpnia 2012 zadebiutował w seniorskiej reprezentacji w towarzyskim meczu z Włochami (2:1), zmieniając w 78 minucie Leightona Bainesa.

## Sukcesy

### Chelsea
- Puchar Anglii: 2012
- Liga Mistrzów: 2012
- Liga Europy UEFA: 2013